# Huub Droogh
Huub Droogh, właśc. Hubert Christofoor Droogh (ur. 8 maja 1960 w Noordwijk) – holenderski urbanista i planista przestrzenny.

## Edukacja i doświadczenie zawodowe
Studiował planowanie przestrzenne na Wyższej Szkole Turystyki i Komunikacji (Nationale Hogeschool voor Toerisme en Verkeer) i urbanistykę na Akademii Budownictwa (Akademie van Bouwkunst) w Tilburgu. Od roku 1993, po kilkuletnim doświadczeniu w przedsiębiorstwie Plantem i w Ministerstwie Spraw Gospodarczych, związał się z biurem „Rothuizen van Doorn't Hooft Architekci Urbaniści”. Od roku 1997 jest członkiem zarządu firmy, aktualnie jednym z partnerów holdingu Rothuizen van Doorn't Hooft BV. Specjalizuje się w projektowaniu i planowaniu regionalnym i miejskim, a także w doradztwie strategicznym dotyczącym interaktywnych procesów przestrzennych i społeczno-gospodarczych zachodzących w miastach. 
Droogh był gościnnie wykładowcą i członkiem komisji doradztwa zawodowego związanej z Akademią Architektury i Urbanistyki w Tilburgu. Regularnie publikuje swoje artykuły, między innymi w corocznie wydawanym „Zeelandboek”.
Droogh jest członkiem zespołu jakości prowincji Zelandia, gminy Nederlek i gminy Borssele. Zajmuje również miejsce w zarządzie Zueuws Museum w Middelburgu.

## Projekty
W Holandii od 1993 roku jest głównie związany z projektami z zakresu rozwoju przestrzennego i wizjami strukturalnymi, w szczególności dla południowo-wschodniej części Holandii. Wraz ze swym zespołem, zaprojektował między innymi:
- Waterwijk Zierikzee
- Noorderpolder Zierikzee
- Over de Dijk Heinkenszand
- Stiphout Helmond

Pod jego kierownictwem powstały również wizje strukturalne dla gmin Schouwen-Duiveland, Tholen, Noord-Bevenland, Borssele, Goes i Nederlek.
Uwagę zwracają również opracowane w innowacyjny sposób masterplan, który Droogh stworzył dla centrum miasta Goes (2005), wizja regionalna dla Bevelanden (2006) oraz projekt Innovation Island (2007). Nadzoruje także przebieg prac nad Wizją Strukturalną dla dziewiętnastu gmin w zachodniej części Brabancji.

## Doświadczenie międzynarodowe
Huub Droogh jest jednym z inicjatorów powstania icSD: fundacji zajmującej się wymianą młodych profesjonalistów z dziedziny architektury i urbanistyki. Od roku 2008 zarządza biurem RDH Urban Sp. z o.o. w Poznaniu.